# NGC 6857
NGC 6857 is een emissienevel in het sterrenbeeld Zwaan. Het hemelobject werd op 5 september 1784 ontdekt door de Duits-Britse astronoom William Herschel.

## Synoniemen
- PK 70+1.2